# La Chaux-de-Fonds
La Chaux-de-Fonds (francoska izgovorjava: [laʃodəfɔ̃]) je švicarsko mesto v kantonu Neuchâtel. Nahaja se v Švicarski Juri na nadmorski višini 992 m, nekaj kilometrov južno od francoske meje. Po Ženevi, Lozani in Friburgu je četrto največje mesto v francosko govorečem delu države Romandije s 37.494 prebivalci (od decembra 2019).
Mesto je bilo ustanovljeno leta 1656. Njegova rast in blaginja sta v glavnem povezani z urarsko industrijo. Je najpomembnejše središče urarske industrije na območju, znanem kot Urarska dolina. La Chaux-de-Fonds, delno uničen v požaru leta 1794, je bil obnovljen po načrtu mreže ulic, ki je bilo in je še vedno izviren med švicarskimi mesti, edina izjema je najvzhodnejši del mesta, ki mu je požar prizanesel. To ustvarja zanimiv in očiten prehod s starega na novejši del. Ceste na prvotnem odseku so zelo ozke in vijugaste, kar se nato odpre do mrežnega vzorca v bližini mestnega trga. Tam so se rodili slavni arhitekt Le Corbusier, pisatelj Blaise Cendrars in avtomobilski proizvajalec Louis Chevrolet. La Chaux-de-Fonds je znano središče art nouveau.
Leta 2009 sta bila La Chaux-de-Fonds in Le Locle, njegovo sestrsko mesto, skupaj vpisana na seznam Unescove svetovne dediščine zaradi njihove izjemne univerzalne vrednosti.

## Unescova dediščina
Urarski mesti La Chaux-de-Fonds in Le Locle sta od Unesca skupaj prejeli priznanje za izjemno univerzalno vrednost.
Načrt mesta je sestavljen iz dveh majhnih mest, ki se nahajata blizu drug drugega v gorskem okolju Švicarske Jure. Zaradi nadmorske višine (približno 1000 m) in pomanjkanja vode (porozni apnenec pod zemljo) je zemljišče neprimerno za kmetovanje. Načrtovanje in stavbe odražajo obrtniške dejavnosti, ki jih potrebujejo po racionalni organizaciji. Obnovljeni v začetku 19. stoletja, po obsežnih požarih, obe mesti dolgujeta preživetje proizvodnji in izvozu ur, ki jim je bila v 20. stoletju dodana še najmanjša mikromehanska industrija.
Ob odprti shemi vzporednih pasov, na katerih se prepletajo stanovanja in delavnice, njihovo urbano načrtovanje odraža potrebe lokalne kulture izdelovanja ur, ki sega v 17. stoletje in je še danes živa. Obe mesti predstavljata izjemna primera monoindustrijskih predelovalnih mest, ki so še vedno dobro ohranjena in aktivna. Njihovo urbanistično načrtovanje je prilagodilo prehod iz obrtniške proizvodnje domače obrti v bolj koncentrirano tovarniško proizvodnjo konec 19. in 20. stoletja.
Karl Marx je v Das Kapital La Chaux-de-Fonds opisal kot 'ogromno tovarniško mesto', kjer je analiziral delitev dela v urarski industriji Jure. 
To je deseto švicarsko območje, ki je dobilo status svetovne dediščine in se pridružilo drugim, kot so staro mesto Bern, Retijska železnica ter Samostan Sankt Gallen.

## Zgodovina
Regija je bila prvič naseljena pred približno 10.000 leti (mezolitik). V bližnjih jamah so našli lobanjo in druge sledi.
Sredi 14. stoletja je bila regija kolonizirana iz južnega Val-de-Ruza. La Chaux-de-Fonds se prvič omenja leta 1350 kot la Chaz de Fonz. Leta 1378 je bil omenjen kot Chault de Font.
Regija je bila pod oblastjo gospodov Valangin. V 15. in 16. stoletju je prišel drugi val kolonizacije iz tako imenovane Clos de la Franchise (doline Le Locle in La Sagne). Kmetijstvo je bilo glavna dejavnost, a vas je ostala majhna. Leta 1531 je tam živelo le približno 35 ljudi. Prva cerkev je bila zgrajena leta 1528. Do leta 1530 se je La Chaux-de-Fonds, tako kot ostale dežele Valangin, spreobrnil v novo reformirano vero. René de Challant je meje župnije določil leta 1550. Cerkev in župnija sta zagotavljali politično strukturo in okrog cerkve je rasla majhna skupnost valanginskih državljanov, svobodnih kmetov. Do leta 1615 je v vasi živelo 355 ljudi. Leta 1616 se je nizka in srednja pristojnost nad La Chaux-de-Fonds preselila v Le Locle in La Sagne, medtem ko je višje sodišče ostalo. Kmetijstvo, dopolnjeno z mlini na bregovih Doubs, je še naprej prevladovalo. Konec 16. stoletja pa je mesto postalo pomembno križišče med Neuchâtelom, Franche-Comtéjem in baselsko škofijo.
Skupnost je v tridesetletni vojni rasla, predvsem zaradi strateškega položaja trgovine. Gospodarska dejavnost se je v 18. stoletju pospešila z razvojem mestne čipkarske in urarske industrije. Pierre Jacquet-Droz, najbolj znan po svojih avtomatih, je bil še posebej ugleden urar te dobe.
Leta 1794 je mesto opustošil požar. Charles-Henri Junod je nov načrt mesta ustvaril leta 1835, mesto pa je zdaj znano po svojem sodobnem mrežastem tloricu v primerjavi z vijugastimi ulicami večine evropskih mest. Osrednja avenija se imenuje Avenue Léopold Robert.

## Geografija
La Chaux-de-Fonds ima od leta 2009 površino 55,7 kvadratnih kilometrov. Od tega se 30,46 km2 ali 54,7 % porabi za kmetijske namene, medtem ko je 15,52 km2 ali 27,9 % gozdov. Od ostalega zemljišča je poravnanih 9,28 km2 ali 16,7 % (stavbe ali ceste), 0,3 km2 ali 0,5 % je rek ali jezer in 0,11 km2 ali 0,2 % je neproduktivna zemlja.
Od pozidanih površin so industrijske stavbe predstavljale 1,6 % celotne površine, stanovanja in zgradbe 8,4 %, prometna infrastruktura pa 4,6 %. medtem ko so parki, zeleni pasovi in športna igrišča predstavljali 1,1 %. Od gozdnatih površin je 24,2 % celotne površine zemljišč močno gozdnato, 3,7 % pa je pokritih s sadovnjaki ali majhnimi grozdi dreves. Od kmetijskih zemljišč se 0,4 % uporablja za gojenje poljščin, 40,0 % pašnikov, 14,2 % pa alpskih pašnikov. Vsa voda v občini je tekoča.
Občina je bila glavno okrožje La Chaux-de-Fonds, dokler raven okrožja ni bila odpravljena 1. januarja 2018. Nahaja se v Švicarski Juri v bližini francoske meje na nadmorski višini približno 1000 m

## Dediščina državnega pomena
La Chaux-de-Fonds je dom 23 švicarskih spomenikov dediščine državnega pomena, skupaj z Unescovo svetovno dediščino La Chaux-de-Fonds / Le Locle.
Knjižnica / muzej / gledališče: Bibliothèque de la Ville de la Chaux-de-Fonds et Département audiovisuel (DAV), Musée des Beaux-Arts, Musée d'histoire naturelle, Musée international d'horlogerie «l'homme et le temps» in Théâtre et Salle de musique
Verski: Sinagoga
Kmetije: Ferme des Brandt na Les Petites-Corsettes 6, Ferme Haute Fie in Maison Carrée na Le Valanvron 9 in Ferme les Crêtets na Rue des Crêtets 148
Podjetja: Spillmann SA na Rue du Doubs 32 in Usine électrique na Rue Numa-Droz 174
Hiše: Villa Anatole Schwob na Rue du Doubs 167, Villa Fallet na Chemin de Pouillerel 1, Villa Gallet na Rue David-Pierre-Bourquin 55, Villa Jaquemet na Chemin de Pouillerel 8, Villa Stotzer na Chemin de Pouillerel 6 in Maison Blanche na Chemin de Pouillerel 12
Druge zgradbe: klavnice na Rue du Commerce 120–126, Ancien Manège (kolektivna hiša iz leta 1968) , krematorij na Rue de la Charrière, Domaine des Arb res, Grande Fontaine na aveniji Léopold-Robert in Loge l‘Amitié.
Po grozljivem blatnem plazu, ki se je zgodil in je uničilo mesto La Chaux.
- Usine électrique
- Spillmann SA
- Ancien Manège
- Krematorij
- Domaine des Arbres
- Kmetija les Crêtets
- Museum des Beaux-Arts
- Maison Blanche
- Théâtre and Salle de musique
- Sinagoga
- Mestna knjižnica Chaux-de-Fonds
- Klavnice
- Kmetija des Brandt
- Kmetija Haute Fie
- Grand Fountain
- Loge l‘Amitié
- Museum international d’horlogerie
- Villa Anatole Schwob
- Villa Fallet
- Villa Gallet
- Villa Jaquemet

## Pomembni ljudje
- Pierre Jaquet-Droz, (1721–1790), matematik, urar in oblikovalec strojev
- Jean-Pierre Droz, (1746–1823), medajlist in kovač
- Heinrich Franz Brandt (1789–1845) v Švici rojen medajlist
- Louis Léopold Robert, (1794–1835), slikar
- Fritz Courvoisier (1799–1854) urar, vojaški mož in politik.
- Le Corbusier, (1887–1965), švicarsko-francoski arhitekt, oblikovalec, slikar, urbanist, pisatelj in pionir moderne arhitekture, rojen tukaj kot Charles-Edouard Jeanneret.
- Arthur Chevrolet (1884–1946), švicarski dirkač in proizvajalec avtomobilov
- Lenin (1870–1924), je med švicarskim izgnanstvom živel v La Chaux-de-Fondsu

## Pobratena mesta
La Chaux-de-Fonds je pobraten z:
- Frameries, Belgija [10]
- Winterthur (Švica)